# Anadir (folyó)
Az Anadir (oroszul: Анадырь) folyó Oroszország ázsiai részének északkeleti peremvidékén, Csukcsföldön.

## Földrajz
Hossza: 1150 km, vízgyűjtő területe: 191 000 km², évi közepes vízhozama (254 km-re a torkolattól): 1000 m³/sec.
Az Anadir-fennsík középső részén ered. Kezdetben a fennsíkon dél felé folyik, majd laposabb vidékre érve, Markovo falutól tavakkal, holtágakkal, mocsarakkal borított tundrán északkelet felé halad. Legnagyobb mellékfolyója, a Belaja-folyó torkolatánál éles kanyart vesz dél felé, völgye itt kiszélesedik. Az Anadir-alföldön mellékágakra szakadva folyik tovább kelet felé és a Bering-tenger Anadir-öbléhez tartozó Onyemen-öbölbe torkollik.
Decembertől júniusig az Onyemen-öblöt egybefüggő jég borítja, tél közepén a jég vastagsága elérheti a 2–2,5 m-t. A folyó október második felétől május végéig befagy. Nyáron kisebb hajók számára a torkolattól kb. 570 km-ig hajózható.

### Jelentősebb mellékfolyói
- Jobbról, délnyugat felől a Majn (475 km).
- Balról, észak felől a Belaja (396 km) és a Tanyurer (482 km).

A Majn alsó szakasza és az Anadir által határolt területen alakították ki a „Lebegyinij” (Hattyú) tájvédelmi körzetet.

## Települések
A folyó mentén nincsenek nagyobb városok. Néhány jelentős település:
- Markovo, a folyó középső szakaszán; 1889-ig ez volt Csukcsföld közigazgatási központja.
- Uszty-Belaja, a Belaja-folyó torkolatánál.
- Nem a folyó mentén, hanem a torkolattól 25 km-re, az Onyemen-öböl déli partján fekszik Csukcsföld fővárosa, a folyóéval azonos nevű Anadir (lakossága 11 200 fő volt 2006-ban).